# Гадони
Гадони (итал. Gadoni) — коммуна в Италии, располагается в регионе Сардиния, в провинции Нуоро.
Население составляет 990 человек (2008 г.), плотность населения составляет 23 чел./км². Занимает площадь 44 км². Почтовый индекс — 8030. Телефонный код — 0784.
В коммуне 15 августа особо празднуется Успение Пресвятой Богородицы.

## Демография
Динамика населения:

## Администрация коммуны
- Официальный сайт: